# 233661 Alytus
233661 Alytus è un asteroide della fascia principale. Scoperto nel 2008, presenta un'orbita caratterizzata da un semiasse maggiore pari a 2,3526660 UA e da un'eccentricità di 0,0556726, inclinata di 3,80628° rispetto all'eclittica.
L'asteroide è dedicato all'omonima località lituana.